# Archidiocèse de Chittagong
L'archidiocèse de Chittagong est une circonscription ecclésiastique de l’Église catholique au Bangladesh.  Diocèse érigé en 1927 et élevé au rang d'archidiocèse métropolitain en 2017, sa juridiction s’étend sur les 17 districts de la région sud-orientale du Bangladesh, y compris Chittagong, seconde ville du pays. Le diocèse compte 48.000 fidèles. L'archevêque en est Moses M. Costa, CSC. Il siège à la cathédrale Notre-Dame-du-Saint-Rosaire. 

## Histoire

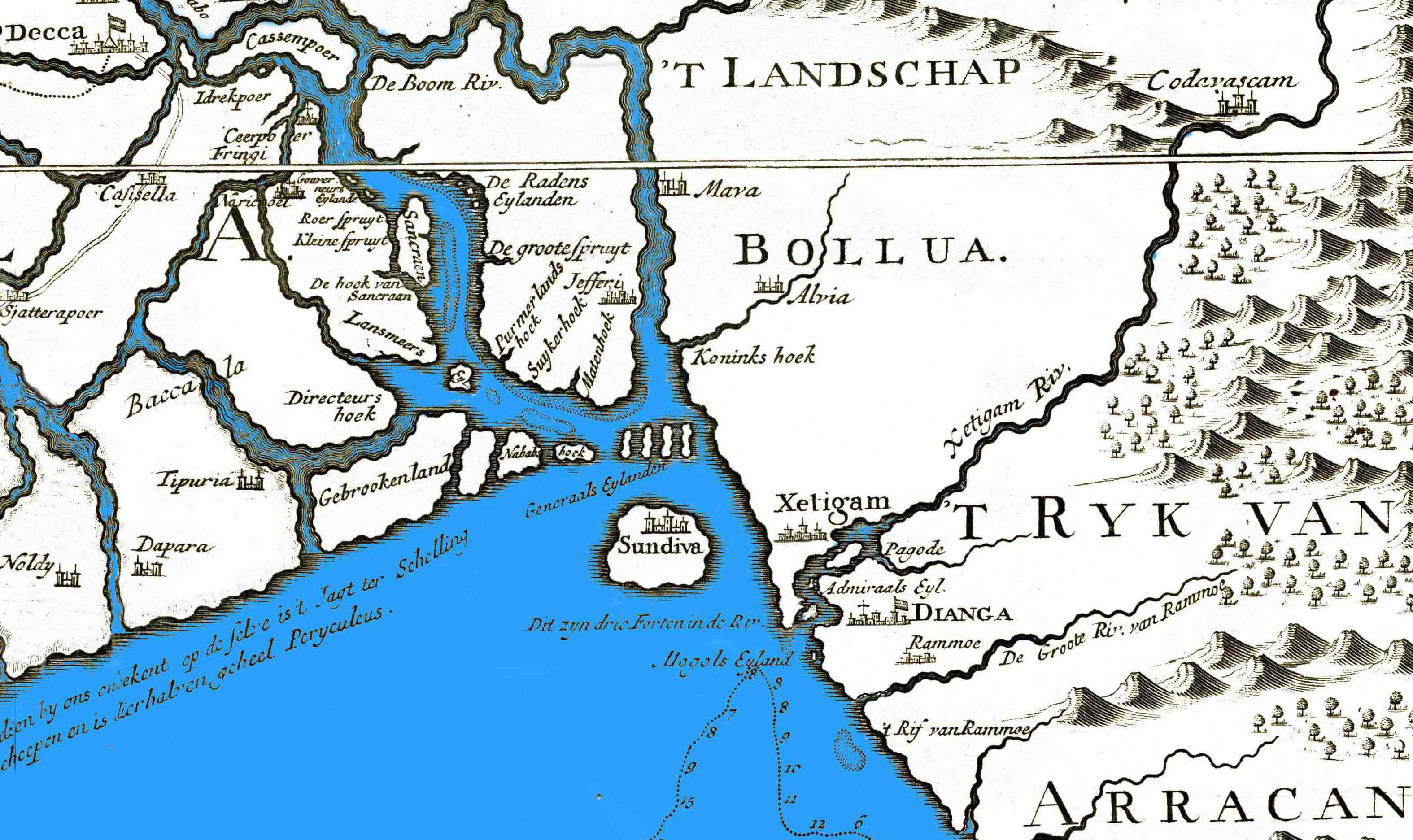
'Dianga', avant la naissance de Chittagong...

L’histoire du diocèse remonte à 1537 lorsque des portugais ouvrent un comptoir commercial à Dianga (aujourd’hui ‘Diang', un faubourg de Chittagong). Avec la permission du roi d’Arakan une première église est construite en 1600 à Dianga par les missionnaires jésuites.  
Arrivé à Chittagong en 1598 le père Francisco Fernández, supérieur des quelques jésuites de la région, meurt en captivité, le 14 novembre 1602, des séquelles de mauvais traitements reçus. Il est considéré comme le premier martyr du Bengale. Son tombeau, préservé près de l’église de Diang, est l’objet de vénération populaire. 
En 1845, Chittagong devient le siège du vicariat apostolique du Bengale-Oriental nouvellement créé (transféré plus tard à Dacca). Les premiers missionnaires de la Sainte-Croix arrivent à Noakhali en 1853 où ils ouvrent une mission. Des Sœurs de Notre-Dame des Missions vont également œuvrer à Chittagong en dirigeant notamment une école. Et c'est sous l'impulsion de Mgr Pierre-Joseph Hurth, alors 2ème évêque de Dacca, que cette communauté accueille les premières religieuses autochtones du Bengale oriental. 
Le 5 mai 1927, l'archidiocèse de Dacca (aujourd'hui Dhaka) est démembré d'une partie de son territoire, avec lequel le pape Pie XI érige le diocèse de Chittagong, par la lettre apostolique Ad perpetuam rei memoriam rédigée par le cardinal Pietro Gasparri. Le diocèse comprend alors également plusieurs districts d’Assam et de Birmanie, tous territoires qui alors faisaient partie de l'empire colonial anglais. L’ensemble est confié aux pères canadiens de la Congrégation de la Sainte-Croix. Le diocèse cède une portion de territoire le 9 juillet 1940 à l'avantage de la nouvelle préfecture apostolique d'Akyab. Lorsque la province ecclésiastique de Dacca est créée (1950), Chittagong  devient suffragant de l’archidiocèse de Dacca. Plus tard, en 1952, les diocèses de Haflong, Silchar et Aizawl, en Assam (Inde) sont détachés de Chittagong.  
Le 29 décembre 2015, le pape François érige le diocèse de Barisal par démembrement du diocèse de Chittatong passant ainsi le nombre de paroisse de seize à onze. Le 2 février 2017, il élève le diocèse de Chittagong au rang d'archidiocèse métropolitain en lui donnant pour suffragant les diocèses de Barisal et de Khulna .

## Liste des ordinaires

### Évêques de Chittagong
- 1927-1951 : Alfred Le Pailleur CSC
- 1952-1967 : Raymond Larose CSC
- 1968-1994 : Joachim Rozario CSC
- 1995-2010 : Patrick D'Rozario CSC, transféré à l’archidiocèse de Dhaka
- 2011-2017 : Moses M. Costa CSC

### Archevêques métropolitains de Chittagong
- 2017 - : Moses M. Costa CSC